# Alessandro Amorese
Alessandro Amorese (Carrara, 8 ottobre 1974) è un politico e saggista italiano.

## Biografia
Nato a Carrara nel 1974, dopo la maturità classica ha conseguito la laurea in Scienze Politiche presso l'Università di Pisa e ha lavorato come impiegato in un'agenza di trasporti marittimi, fotografo ed editore. Giornalista pubblicista dal 2008, ha collaborato per varie testate quali L'Opinione, il Secolo d'Italia e Area. Nel 2008 è stato tra i fondatori del giornale online Quotidiano Apuano ed è inoltre nel 2009 il fondatore della casa editrice Eclettica di Massa. È segretario dell'Istituto Stato e Partecipazione, del quale dirige la rivista Partecipazione.
Sposato, ha tre figli.

## Attività politica
Inizia la propria carriera politica in Alleanza Nazionale come coordinatore provinciale di Azione Giovani, sezione giovanile del partito, a partire dal 1997, ed in seguito come membro dell'Esecutivo nazionale del movimento, allora guidato da Giorgia Meloni. Consigliere circoscrizionale per il centro di Massa dal 1999 al 2008 per Alleanza Nazionale, è stato eletto per la prima volta al consiglio comunale del capoluogo nel 2008 nelle file del Popolo della Libertà. In seguito, nel 2012 ha aderito a Fratelli d'Italia, partito con il quale è stato candidato a sindaco di Massa nel 2013 ottenendo il 2,63%, senza risultare eletto né ottenere un seggio. Alle elezioni comunali del 2018 è stato di nuovo eletto consigliere comunale con 182 preferenze, restando in carica fino a settembre 2022, mentre le 3.143 preferenze ottenute nella provincia di Massa-Carrara alle elezioni regionali del 2020 non sono state sufficienti a garantirgli un seggio. È responsabile nazionale Laboratorio attività editoriali di FdI.
Alle elezioni politiche del 2022 viene eletto deputato nel collegio plurinominale Toscana - 01 nella lista Fratelli d'Italia.

## Opere
- Beppe Niccolai. Il missino e l'eretico, Eclettica, 2010.
- Fronte della gioventù: la destra che sognava la rivoluzione. La storia mai raccontata, Eclettica, 2013.
- Con Alessandro Mosti, La Massese in serie B. 1969-70, 1970-71. Due stagioni nella storia, Eclettica, 2015.
- Fuan. Gli studenti nazionali tra piazze e atenei. Prima parte. Dai Guf al '68, Eclettica, 2017.
- Rivolte, Eclettica, 2020.
- I ragazzi del ciclostile. La Giovane Italia, storia di un movimento studentesco contro il sistema, Eclettica, 2021.